# Eobatàrids
Els eobatàrids (Eobatariidae) són una família de mamífers fòssils de l'ordre dels multituberculats. Se n'han trobat restes del Cretaci inferior d'Europa i Àsia. Aquests herbívors visqueren durant el Mesozoic, conegut col·loquialment com a «edat dels dinosaures». Eren uns dels representants més derivats del subordre informal dels plagiaulàcides.